# Welt-Militär-Cup 2005
Das Turnier um den Welt-Militär-Cup war die zweite nach der im Jahr 2001 ausgetragenen, eigenständigen und nicht in den Militärweltspielen integrierte Fußball-Militärweltmeisterschaft. Es wurde vom 13. bis zum 27. Juni 2005 in Warendorf, Deutschland in vier Gruppen zu drei Mannschaften ausgetragen. Da die Militärmannschaft Syriens kurzfristig abgesagt hatte, spielten Algerien und Griechenland in der Gruppe A zweimal gegeneinander.
Die Militärmannschaft Ägyptens, die vor vier Jahren im eigenen Land die Weltmeisterschaft mit dem 3:0-Sieg über die Militärmannschaft Griechenlands gewann, konnte den Titel mit dem 1:0-Sieg über die Militärmannschaft Algeriens verteidigen.
Die Bundeswehr-Fußball-Nationalmannschaft der Männer, die zuletzt 1975 in Hagen, als Deutschland das zweite Mal nach 1947 in Hannover Ausrichter des Turniers gewesen ist, den Titel gewann, schloss mit dem vierten Platz ab. Für die BFN spielten u. a. Malik Fathi (Hertha BSC), Christian Kuhn, Markus Mattes und Markus Stasiulewski, die sich als Torschützen auszeichnen konnten, sowie Thomas Cichon (Rot-Weiß Oberhausen), Jan Mauersberger, Michael Stegmayer (beide FC Bayern München II) und Torhüter Sascha Purket (Borussia Neunkirchen).

## Gruppe A
| Pl. | Land         | Sp. | S | U | N | Tore    | Diff. | Punkte |
| --- | ------------ | --- | - | - | - | ------- | ----- | ------ |
| 1.  | Algerien     | 2   | 1 | 0 | 1 | 003:200 | +1    | 03     |
| 2.  | Griechenland | 2   | 1 | 0 | 1 | 002:300 | −1    | 03     |

|              |   |              |     |
| Algerien     | – | Griechenland | 1:2 |
| Griechenland | – | Algerien     | 0:2 |

## Gruppe B
| Pl. | Land    | Sp. | S | U | N | Tore    | Diff. | Punkte |
| --- | ------- | --- | - | - | - | ------- | ----- | ------ |
| 1.  | Katar   | 2   | 1 | 1 | 0 | 002:100 | +1    | 04     |
| 2.  | Ägypten | 2   | 0 | 2 | 0 | 001:100 | ±0    | 02     |
| 3.  | Ukraine | 2   | 0 | 1 | 1 | 000:100 | −1    | 01     |

|         |   |         |     |
| Ägypten | – | Ukraine | 0:0 |
| Ukraine | – | Katar   | 0:1 |
| Katar   | – | Ägypten | 1:1 |

## Gruppe C
| Pl. | Land        | Sp. | S | U | N | Tore    | Diff. | Punkte |
| --- | ----------- | --- | - | - | - | ------- | ----- | ------ |
| 1.  | Deutschland | 2   | 2 | 0 | 0 | 002:000 | +2    | 06     |
| 2.  | Mali        | 2   | 1 | 0 | 1 | 003:100 | +2    | 03     |
| 3.  | Brasilien   | 2   | 0 | 0 | 2 | 000:400 | −4    | 0      |

|             |   |             |     |
| Deutschland | – | Mali        | 1:0 |
| Mali        | – | Brasilien   | 3:0 |
| Brasilien   | – | Deutschland | 0:1 |

## Gruppe D
| Pl. | Land     | Sp. | S | U | N | Tore    | Diff. | Punkte |
| --- | -------- | --- | - | - | - | ------- | ----- | ------ |
| 1.  | Italien  | 2   | 2 | 0 | 0 | 005:200 | +3    | 06     |
| 2.  | Litauen  | 2   | 1 | 0 | 1 | 002:200 | ±0    | 03     |
| 3.  | Barbados | 2   | 0 | 0 | 2 | 001:400 | −3    | 0      |

|          |   |          |     |
| Litauen  | – | Italien  | 1:2 |
| Italien  | – | Barbados | 3:1 |
| Barbados | – | Litauen  | 0:1 |

## Viertelfinale
|               |   |              |     |
| 22. Juni 2005 |   |              |     |
| Algerien      | – | Mali         | 1:0 |
| Katar         | – | Litauen      | 3:0 |
| Deutschland   | – | Griechenland | 2:1 |
| Ägypten       | – | Italien      | 2:0 |

## Halbfinale
|               |   |         |     |
| 24. Juni 2005 |   |         |     |
| Algerien      | – | Katar   | 3:2 |
| Deutschland   | – | Ägypten | 0:2 |

## Spiel um Platz 3
|               |   |             |     |
| 26. Juni 2005 |   |             |     |
| Katar         | – | Deutschland | 3:1 |

## Finale
|               |   |          |     |
| 26. Juni 2005 |   |          |     |
| Ägypten       | – | Algerien | 1:0 |